# Leonard van Utrecht
Leonard van Utrecht (eigentlich Leendert van Utrecht; * 25. Februar 1969 in Noordwijk) ist ein ehemaliger niederländischer Fußballspieler.
Der Flügelspieler verbrachte den größten Teil seiner Laufbahn bei Vereinen aus der Ersten Division.

## Laufbahn
Leonard van Utrecht spielte ab 1992 beim damaligen Zweitligisten Excelsior Rotterdam. 1994 wechselte er zum SC Cambuur Leeuwarden, der in derselben Liga spielte.
Anfang 1996 wechselte van Utrecht zum italienischen Erstligisten Calcio Padova, der jedoch am Ende der Saison 1995/96 in die Serie B abstieg. Zu Beginn des Jahres 1997 wechselte van Utrecht zurück zu Leeuwarden, wo er bis 2001 blieb. 1998 stieg er mit dem Verein in die Eredivisie auf, woraufhin 2000 der Wiederabstieg erfolgte.
Nachdem er Leuwaarden 2001 verlassen hatte, ließ van Utrecht seine Laufbahn bei ADO Den Haag und VV Noordwijk ausklingen.

## Erfolge
- Aufstieg in die Eredivisie (1): 1998